# Roter Terror

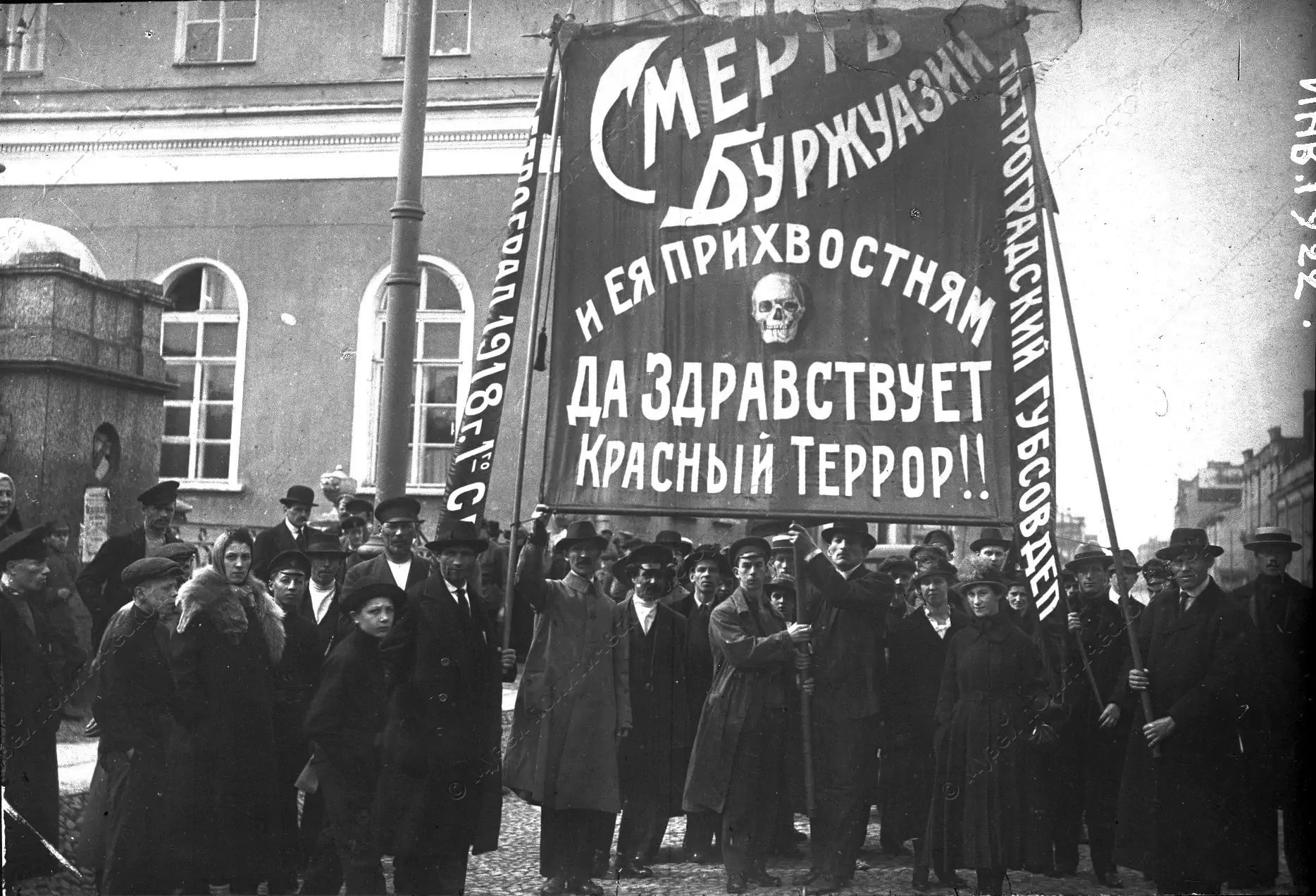
Wachen am Grab von Moissei Urizki. Petrograd. Übersetzung der Inschrift auf dem Transparent: „Tod den Bourgeois und ihren Helfern. Es lebe der Rote Terror.“ (Anfang September 1918)

Der Rote Terror war in erklärter Anknüpfung an die terreur der Französischen Revolution – die von den kommunistischen Bolschewiki nach der Oktoberrevolution 1917 in Russland begonnene Phase von Staatsterror, in der sie zur Durchsetzung ihres Machtanspruchs terroristische Mittel gegen von ihnen als konterrevolutionär verstandene Kräfte einsetzten. Der Begriff wurde von ihnen selbst geprägt und zur öffentlichen Drohung benutzt.
Er stand im Russischen Bürgerkrieg im Gegensatz zum konterrevolutionären Weißen Terror, der bis zum Ende des Bürgerkrieges gleichfalls wütete, jedoch anders als jener nicht strategisch gesteuert und institutionalisiert war. Im Unterschied zur Französischen Revolution, deren Terrorphase einige Monate dauerte und sich überwiegend gegen die Repräsentanten des Ancien Régime sowie Revolutionsgegner wandte, stand beim Roten Terror als Leitmotiv der Satz des stellvertretenden Leiters der Tscheka, Martyn Iwanowitsch Lazis, veröffentlicht im November 1918 in der Zeitschrift Krasnyi terror (Der Rote Terror), im Vordergrund: „Wir führen nicht Krieg gegen einzelne. Wir vernichten die Bourgeoisie als Klasse.“
Darüber hinaus wird der Begriff „Roter Terror“ im westlichen Sprachgebrauch gelegentlich für Menschenrechtsverletzungen in realsozialistischen Staaten oder für die Gewaltakte von Anhängern der Zweiten Münchner Räterepublik (13. April bis 1. Mai 1919) verwendet. Auch im Zusammenhang mit der Herrschaft der Roten Ruhrarmee während des Ruhraufstandes (März – April 1920) fand der Begriff Verwendung. So beschrieb beispielsweise der Gladbecker Arbeitersekretär und Abgeordnete in der verfassunggebenden preußischen Landesversammlung, Georg Stieler, am 4. April 1920 in einem Telegramm an die Reichsregierung, dass die „bevoelkerung [...] unter rotem terror schwer gelitten“ habe.

## Geschichte
Der Terror begann nach der Oktoberrevolution und wurde von Anfang an von Lenin entschieden unterstützt. Schon 1908 befürwortete er, Gegner einer kommenden Revolution „an die Wand zu stellen“. Lenin hielt den Radikalismus der Jakobiner während der Schreckensherrschaft für vorbildlich und schrieb 1917, die Bolschewiki müssten als die „Jakobiner“ des 20. Jahrhunderts etwas „Großes, Unvergängliches und Unvergessliches vollbringen“. Seine ersten Opfer waren Führer der liberalen Kadettenpartei, „streikende Arbeiter“ und „renitente Bauern“ und er intensivierte sich deutlich nach den zwei Attentaten vom 30. August 1918 auf den Vorsitzenden der Petrograder Tscheka Urizki und auf Lenin, das Fanny Kaplan zur Last gelegt wurde.
Der offizielle Beginn des Roten Terrors – die Tscheka als sein Hauptorgan war bereits 1917 gegründet worden – datiert mit dem Dekret der Sowjetregierung Über den Roten Terror vom 5. September 1918:

„In der augenblicklichen Situation ist es absolut lebensnotwendig, die Tscheka zu verstärken […], die Klassenfeinde der Sowjetrepublik in Konzentrationslagern zu isolieren und so die Republik gegen sie zu schützen; jeden, der in weißgardistische Organisationen, in Verschwörungen, Aufstände und Erhebungen verwickelt ist, auf der Stelle zu erschießen, die Namen der Erschossenen mit Angabe des Erschießungsgrundes zu veröffentlichen“

Das Dekret war eine Reaktion auf die genannten Attentate, aber auch auf Ereignisse wie den antibolschewistischen Aufstand in Ischewsk, bei dem Gegner der Bolschewiki die Macht ergriffen und ca. 500–1000 Personen, meist Parteigänger der Bolschewiki, töteten. Diese Gewaltakte waren wiederum Reaktion auf die Alleinherrschaft der Bolschewiki, die zivile Opposition nicht duldeten. Der Rote Terror kann somit als Teil einer Gewaltspirale gelten, bei der Gewalt zum Mittel politischer Auseinandersetzung wurde.
Zur Durchsetzung der Revolution forderte in dieser Phase auch Lenin nachdrücklich die Anwendung von Terror: „In Nischni Nowgorod wird allem Anschein nach ein weißgardistischer Aufstand vorbereitet. Man muß alle Kräfte spannen, eine Trojka von Diktatoren zusammenstellen, den Massenterror sofort einführen, Hunderte von Prostituierten, die Soldaten zum Suff verführen, ehemalige Offiziere u. a. erschießen und abtransportieren“, telegraphierte er am 9. August 1918. Am gleichen Tag schickte Lenin auch ein Telegramm nach Pensa und forderte: „Der gnadenlose Massenterror gegen Kulaken, Popen und Weißgardisten ist durchzuführen; zwielichtige Elemente sind in ein Konzentrationslager außerhalb der Stadt einzusperren.“ Am 22. August befahl er als Vorsitzender des Rates der Volkskommissare „die Verschwörer und Schwankenden zu erschießen, ohne um Erlaubnis zu bitten und den idiotischen Amtsschlendrian zuzulassen“.
Die Zeit bis März 1921 (Beginn der Neuen Ökonomischen Politik, NÖP) wird als Roter Terror und Ära der Politik des Kriegskommunismus bezeichnet. Auch danach gingen jedoch die Erschießungen Oppositioneller, Deportationen in Zwangsarbeitslager (siehe Gulag) und Repressionsmaßnahmen gegen dissidente Völker weiter. Ralf Stettner schreibt, dass „in den Zeiten von Kriegskommunismus, NÖP und den Übergangsjahren bis 1928/29 ein […] Geflecht an Konzentrationslagern, Zwangsarbeitslagern und ‚Lagern zur besonderen Verwendung‘“ existierte. Es sei „falsch, das Lagersystem ausschließlich der Stalinzeit zuzuordnen“, wenngleich die Lager der Leninzeit im Vergleich zur späteren Ära des Stalinismus auch „im Ausmaß weniger bedeutend“ waren. Das sowjetische Lagersystem stand, so Stettner, in der Leninzeit erst am Anfang, und die stetige Weiterentwicklung der Kapazitäten unter Stalin nahm naturgemäß viele Jahre in Anspruch.
Das als „Roter Terror“ bezeichnete Terrorregime der Geheimpolizei Tscheka erhielt ab Mai 1922 einen gesetzlichen Rahmen: Lenin entwickelte den Strafgesetzbuch-Paragraphen 58, der Zwangsarbeit und Todesstrafe für „politische Delikte“ vorsah. So schrieb Lenin am 17. Mai 1922 über seinen Rohentwurf des § 58:

„Der Grundgedanke […] ist klar: offen eine prinzipielle und politisch wahrheitsgetreue […] These aufstellen, die das Wesen und die Rechtfertigung des Terrors, seine Notwendigkeit und seine Grenzen motiviert. Das Gericht soll den Terror nicht beseitigen – das zu versprechen wäre Selbstbetrug oder Betrug –, sondern ihn prinzipiell, klar, ohne Falsch und ohne Schminke begründen und gesetzlich verankern.“

Offiziell eingeführt wurde der Artikel 58 des Strafgesetzbuches der RSFSR durch Josef Stalin im Jahre 1927, der ihn erheblich verschärfte; so fügte er neben Terrorismus „Propaganda oder politische Agitation“ und „organisatorische Tätigkeit“ als Gesetzesverstöße hinzu.
Als Roter Terror im engeren Sinne wird das gewaltsame Vorgehen der Tscheka in den Städten – eigentliches Machtzentrum der Bolschewiki – betrachtet. Im gleichen Zusammenhang ereigneten sich auch die Auseinandersetzungen zwischen Staatsmacht und Bauernschaft, insbesondere mit den als wohlhabend geltenden Bauern (Kulaken), deren physische Vernichtung Lenin mit der Politik der Getreiderequirierung betrieb. Lenin hatte etwa im August 1918 die „Genossen Arbeiter“ zum „letzten, entscheidenden Kampf“ aufgerufen:

„Etwa 3 Millionen muss man zur Mittelbauernschaft rechnen, und wohl kaum mehr als 2 Millionen entfallen auf die Kulaken, die Reichen, die Getreideschieber. Diese Blutsauger haben sich im Krieg an der Not des Volkes bereichert […]. Diese Spinnen haben sich auf Kosten der durch den Krieg ruinierten Bauern, auf Kosten der hungernden Arbeiter gemästet. Diese Blutegel haben sich mit dem Blut der Werktätigen vollgesaugt […]. Schonungsloser Krieg den Kulaken! Tod den Kulaken! Hass und Verachtung den Parteien, die sie verteidigen.“

Im selben Monat hatte Lenin auch schon verfügt: „Schonungsloser Massenterror gegen Kulaken …“, „Übermitteln Sie allen Mitgliedern des Exekutivkomitees und allen Kommunisten, dass es ihre Pflicht ist, die Kulaken schonungslos niederzuschlagen und bei den Aufständischen das gesamte Getreide zu konfiszieren“.
Der Rote Terror richtete sich ebenfalls gegen das Bürgertum, gegen zaristische Offiziere, nichtbolschewistische Sozialisten (v. a. Menschewiki, Sozialrevolutionäre), Geistliche sowie oppositionelle Teile der Arbeiterschaft. Die Durchsetzung der Terrormaßnahmen – wie Erschießungen, Folterungen und Einweisungen in Konzentrationslager – erfolgte durch die Geheimpolizei Tscheka, die ab 1922 in die GPU umbenannt wurde. Schätzungen gehen von 250.000 bis 1.000.000 Opfern in diesem Zeitraum aus, teilweise durch Massenexekutionen.
Der Rote Terror endete nicht mit dem Russischen Bürgerkrieg. So wurde die Bezeichnung „Kulaken“ während der Zwangskollektivierung der Landwirtschaft von 1928 bis 1933 mehr und mehr auf alle selbstständigen Bauern ausgedehnt, sodass der Terror nicht nur den als wohlhabend geltenden Bauern galt (→ Entkulakisierung). Mitte der 1930er Jahre begannen die Bolschewiki unter Stalin den Großen Terror, der sich sowohl gegen Angehörige der Eliten als auch gegen einfache Sowjetbürger richtete.

## Ungarische Räterepublik
Im Kontext der Geschichte Ungarns bezieht sich der Begriff „Roter Terror“ vor allem auf die Verbrechen, die von kommunistischen Milizen (vor allem den Lenin-Jungs) im Jahr 1919 während der für viereinhalb Monate bestehenden Ungarischen Räterepublik begangen wurden. Er forderte nach aktuellem Forschungsstand (2022) innerhalb weniger Wochen 300 bis 600 Tote sowie Tausende Misshandlungsopfer.